# Fjällnardia
Fjällnardia (Nardia breidleri) är en bladmossart som först beskrevs av Karl Gustav Limpricht, och fick sitt nu gällande namn av Sextus Otto Lindberg. Enligt Catalogue of Life ingår Fjällnardia i släktet nardior och familjen Solenostomataceae, men enligt Dyntaxa är tillhörigheten istället släktet nardior och familjen Jungermanniaceae. Enligt den finländska rödlistan är arten nära hotad i Finland. Arten är reproducerande i Sverige. Artens livsmiljö är våtmarker i fjällen (myrar, stränder, snölegor). Inga underarter finns listade i Catalogue of Life.